# Prima Divisione Tridentina 1950-1951
La Prima Divisione fu il massimo campionato regionale di calcio disputato in Trentino-Alto Adige nella stagione 1950-1951.

## Squadre Partecipanti
| Squadra         | Città (provincia)      | Stagione precedente |
| --------------- | ---------------------- | ------------------- |
| S.S. Benacense  | Riva del Garda (TN)    |                     |
| F.C. Bolzanese  | Bolzano                |                     |
| F.C. Bressanone | Bressanone (BZ)        |                     |
| U.S. La Quercia | Rovereto (TN)          |                     |
| Lane Dal Sasso  | Trento                 |                     |
| Merano Sportiva | Merano (BZ)            |                     |
| S.S. Olivo      | Arco (TN)              |                     |
| A.S. Perginese  | Pergine Valsugana (TN) |                     |
| G.S. S.A.I.T.   | Trento                 |                     |

## Classifica finale
|  | Pos. | Squadra        | Pt | G  | V  | N | P  | GF | GS | DR  |
|  | ---- | -------------- | -- | -- | -- | - | -- | -- | -- | --- |
|  | 1.   | Merano         | 23 | 16 | 11 | 1 | 4  | 34 | 18 | +16 |
|  | 2.   | Bressanone     | 18 | 16 | 8  | 2 | 6  | 25 | 19 | +6  |
|  | 2.   | Bolzanese      | 18 | 16 | 8  | 2 | 6  | 29 | 26 | +3  |
|  | 2.   | Lane Dal Sasso | 18 | 16 | 7  | 4 | 5  | 24 | 22 | +2  |
|  | 2.   | Olivo (-1)     | 18 | 16 | 7  | 5 | 4  | 23 | 22 | +1  |
|  | 6.   | Benacense 1905 | 16 | 16 | 6  | 4 | 6  | 25 | 19 | +6  |
|  | 7.   | S.A.I.T.       | 15 | 16 | 6  | 3 | 7  | 28 | 23 | +5  |
|  | 7.   | Perginese (-2) | 15 | 16 | 8  | 1 | 7  | 25 | 21 | +4  |
|  | 9.   | La Quercia     | 0  | 16 | 0  | 0 | 16 | 2  | 45 | -43 |

Legenda:

      Promosso in Promozione 1951-1952.
Regolamento:
Due punti a vittoria, uno a pareggio, zero a sconfitta.
Pari merito in caso di pari punti.
Note:
Olivo Arco ha scontato 1 punto di penalizzazione in classifica per una rinuncia.
Perginese ha scontato 2 punti di penalizzazione in classifica per due rinunce.

### Giornali
- Archivio della Gazzetta dello Sport, stagione 1950-51, consultabile presso le Biblioteche:
  - Biblioteca Nazionale Braidense di Milano,
  - Biblioteca Nazionale Centrale di Firenze,
  - Biblioteca Nazionale Centrale di Roma,
  - Biblioteca Civica Berio di Genova,
  - e presso Emeroteca del C.O.N.I. di Roma (non è online ma è da consultare in sede).

### Libri
- Almanacco illustrato del Calcio 1951, Milano-Roma, Rizzoli, 1950.